# 玉井坊郑氏大厝
玉井坊郑氏大厝，位于中国福建省尤溪县西滨镇厚丰村，2001年1月20日公布为第五批福建省文物保护单位，2013年3月5日公布为第七批全国重点文物保护单位。